# 雨林山水库
雨林山水库是中国湖北省荆门市沙洋县境内的一座水库，位于汉江支流黄荡湖支流上，建于1974年。水库正常库容为860万立方米，集雨面积为24.1平方千米，海拔为76.4米。